# Petershagen

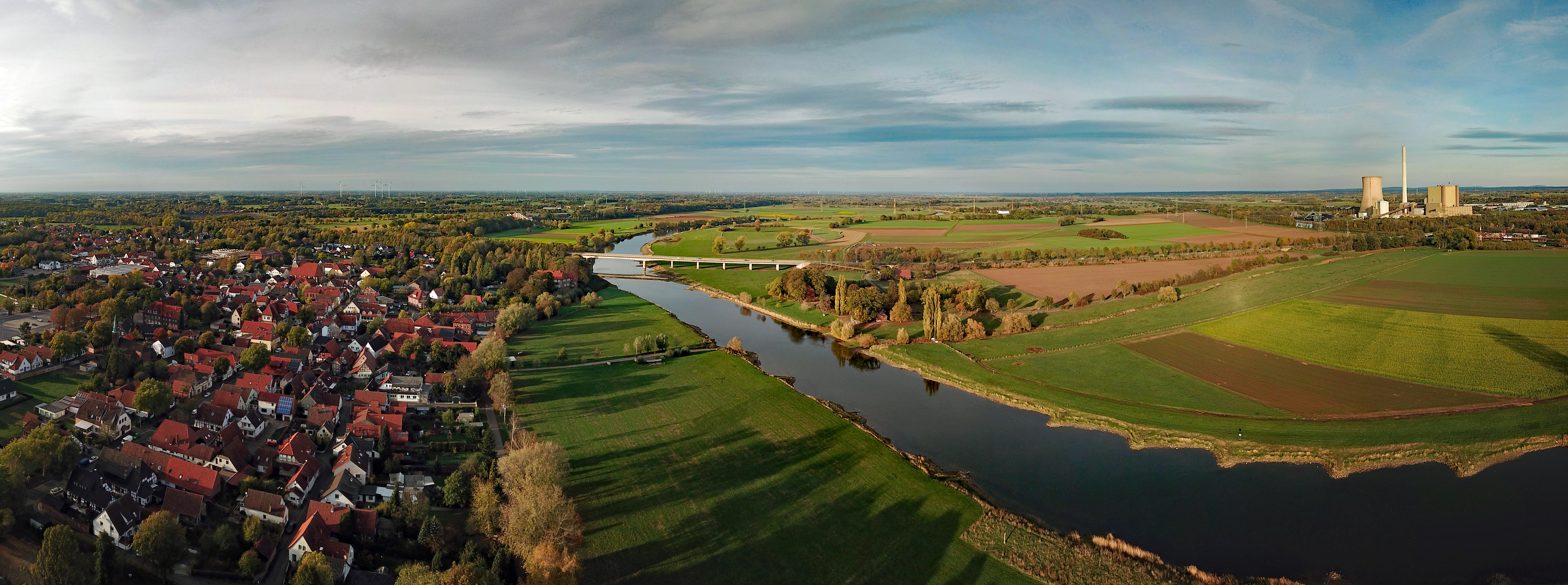
Luftbildpanorama

Petershagen [peːtɐsˈhaːgn]  (niederdeutsch: Päitershaugen) im Kreis Minden-Lübbecke ist eine Stadt im äußersten Nordosten Nordrhein-Westfalens, nördlich von Minden an der Weser und Ösper, im Nordosten des Mindener Landes. Den Kern bilden die einander an der Weser gegenüberliegenden Ortsteile Petershagen und Lahde.

## Geografie

### Geografische Lage

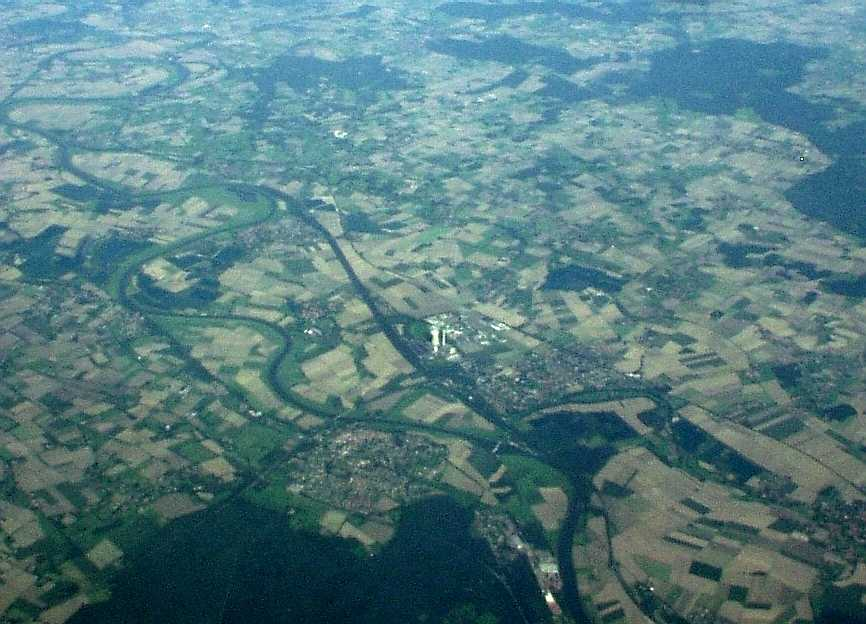
Petershagen von Südwesten, im Vordergrund links der Weser Petershagen, rechts der Weser Lahde mit Kraftwerk am Schleusenkanal. Im Vordergrund das Heisterholz. Im Osten der bereits im Bückeburgischen gelegene Schaumburger Wald

Das Stadtgebiet liegt im äußersten Nordosten des Kreises Minden-Lübbecke und Nordrhein-Westfalens. Nach Rahden ist Petershagen die zweitnördlichste Gemeinde des Bundeslandes.
Petershagen liegt beidseitig der Weser in der Norddeutschen Tiefebene. Neben Porta Westfalica ist Petershagen die einzige Kommune Nordrhein-Westfalens, die mit dem größeren Teil ihrer Fläche rechts der Weser liegt. Merkliche Erhebung gibt es kaum. Die meisten Ortschaften liegen auf einer Höhe zwischen 40 und 50 m ü. NN. Die Weser durchquert das Stadtgebiet stark mäandrierend von Süden nach Norden. In den Auen der Weser liegen insbesondere im Gebiet von Hävern und Windheim zahlreichen Seen und Teiche. Zwischen Döhren und Lahde verkürzt ein rund acht Kilometer parallel und östlich zur Weser verlaufender Schleusenkanal genauso wie ein westlich zur Weser verlaufender deutlich kürzerer Kanal bei Schlüsselburg die „Wasserstraße Weser“. Naturräumlich wird dieser Abschnitt des Flusses zum Mittleren Wesertal gezählt. Zu den größeren Nebengewässern der Weser im Stadtgebiet zählen die Aue, die Ösper, der Rottbach und die Gehle.
Siehe auch: Liste der Gewässer in Ostwestfalen-Lippe
Im Osten hat das Stadtgebiet Anteil an der Loccumer Geest, im Westen an der Rahden-Diepenauer Geest. Die vorstehenden Naturräume sind wie das mittlere Wesertal Teil der Dümmer-Geestniederung, einem Teilgebiet des Norddeutschen Tieflandes. Kulturräumlich liegt Petershagen im Mindener Land.
Die nächstgelegenen Großstädte sind Bielefeld (50 Kilometer südwestlich gelegen), Osnabrück (64 Kilometer westlich) und Hannover (50 Kilometer östlich).

### Geologie

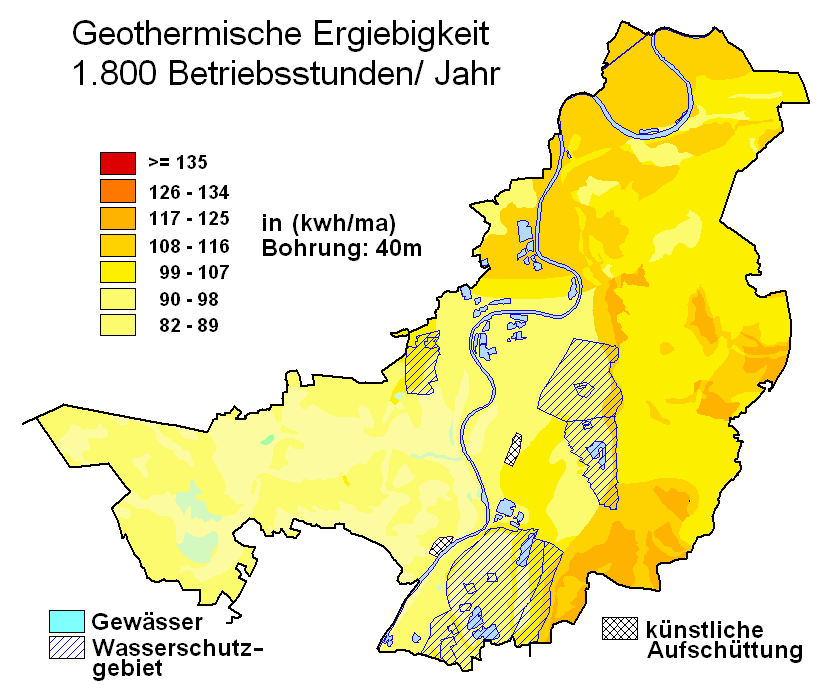
Geothermische Karte von Petershagen

Die meisten Gebiete bestehen oberflächennah aus Gesteinen aus dem Quartär, das tiefer liegende Gesteinsschichten aus dem Mesozoikum überdeckt. In einzelne Hügel treten Schichten der obersten Kreide zutage. Die Böden sind ganz überwiegend sandige und nur wenig fruchtbare Geestböden. In der Weseraue ist das Gebiet landwirtschaftlich höchstens extensiv nutzbar.
Petershagen eignet sich im westlichen Gebiet mittelmäßig, in östlichen Lagen gut, in Einzellagen sehr gut zur Nutzung von geothermischen Wärmequellen mittels Erdwärmesonde und Wärmegewinnung durch Wärmepumpenheizungen (vgl. dazu die nebenstehende Karte).

### Ausdehnung und Nutzung des Stadtgebiets

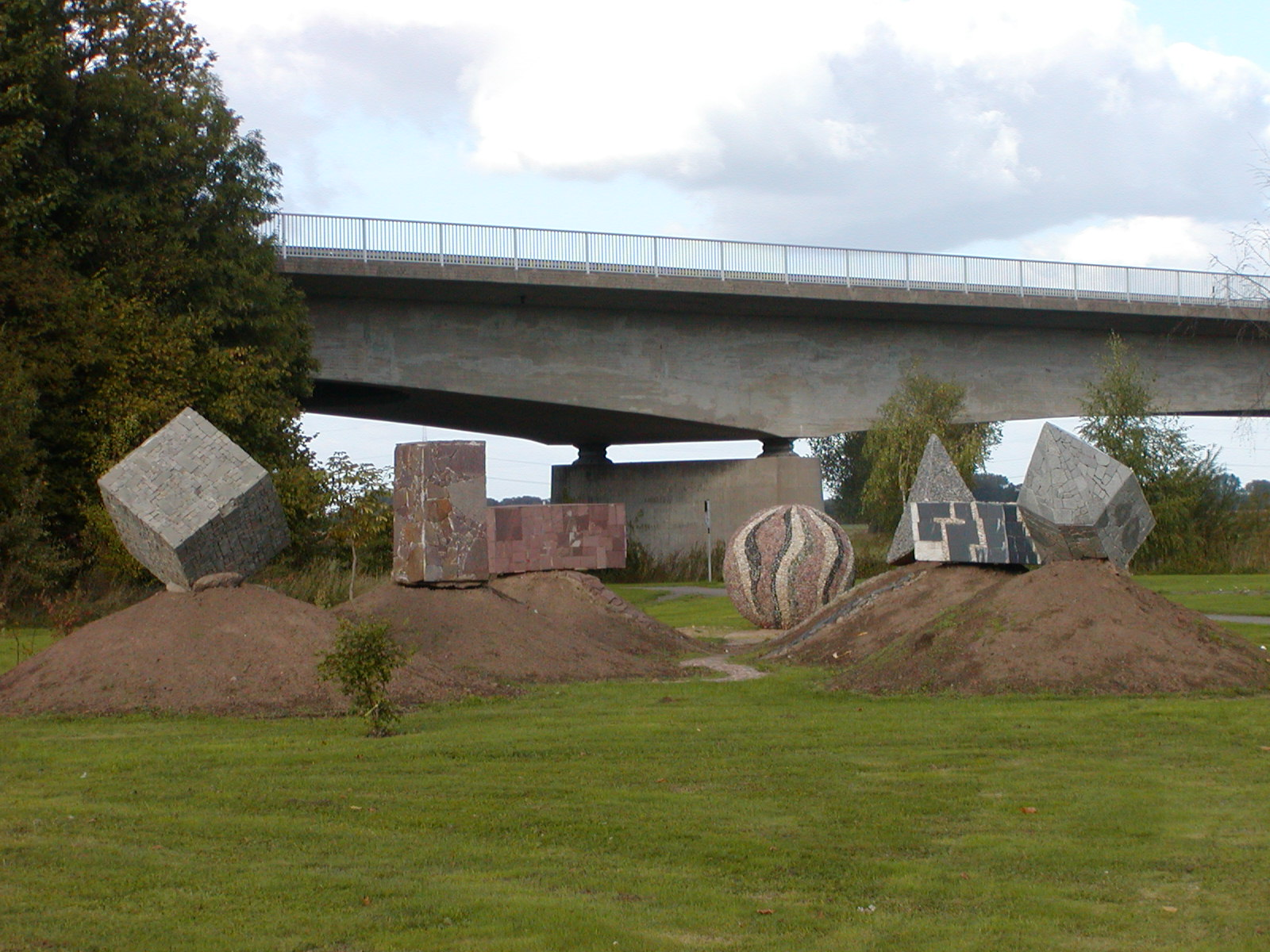
Künstlerische Darstellung des geologischen Aufbaus und der Gesteinsarten des Wesertals

Mit einer Fläche von etwa 211 Quadratkilometern ist Petershagen die mit Abstand flächengrößte Stadt des Kreises Minden-Lübbecke und flächenmäßig fünftgrößte kreisangehörige Gemeinde des Landes Nordrhein-Westfalen. Die maximale Nord-Süd-Ausdehnung beträgt ca. 23 km, die maximale West-Ost-Ausdehnung rund 21 km. Der höchste Punkt des Stadtgebietes ist der Lusebrink in der Ortschaft Neuenknick mit 79,1 m ü. NN, der niedrigste Punkt ist die Weser in der nördlich gelegenen Ortschaft Wasserstraße mit 27 m ü. NN.
Das Stadtgebiet wird zu etwa 70 % landwirtschaftlich genutzt, dieser Wert liegt für Nordrhein-Westfalen insgesamt bei lediglich rund 50 % und im Kreisgebiet bei ca. 66 %. Demgegenüber ist der Anteil der Siedlungs- und Verkehrsfläche im Landes- und Kreisvergleich mit 13,6 % niedrig (Landesdurchschnitt: 22,2 %, Kreisdurchschnitt: 19,1 %). Der Anteil von Wasserflächen ist aufgrund der Weser, ihrer Seitenkanäle und zahlreicher Seen in den Auen vergleichsweise hoch. Der Waldanteil liegt, wie im gesamten Kreisgebiet unter der Hälfte des Landesdurchschnitts. Bis auf das Waldgebiet Heisterholz südlich der Kernstadt und den Mindener Wald mit rund 750 Hektar Fläche im Westen des Stadtgebietes gibt es kaum größere zusammenhängende Waldgebiete. Kleine Teile des 4.000 Hektar großen Schaumburger Waldes, der östlich an das Stadtgebiet grenzt, liegen auf Petershäger Gebiet.
Eine Übersicht über die Flächennutzung gibt folgende Tabelle:
| Fläche nach Nutzungsart | Landwirt- schaftsfläche | Wald- fläche | Siedlungs- und Verkehrsfläche | Wasser- fläche | sonstige Nutzung |
| ----------------------- | ----------------------- | ------------ | ----------------------------- | -------------- | ---------------- |
| Fläche in ha            | 14.821                  | 2.432        | 2.884                         | 923            | 135              |
| Anteil an Gesamtfläche  | 69,9 %                  | 11,5 %       | 13,6 %                        | 4,4 %          | 0,6 %            |

Quelle: IT NRW

### Nachbargemeinden
Petershagen grenzt an acht Städte und (Samt-)Gemeinden. Sie werden im Uhrzeigersinn beginnend im Süden genannt. In Klammern stehen die Straßenentfernungen vom Ortskern Petershagen-Kernstadt zum Ortskern der Nachbarstadt oder -gemeinde:
Minden (11 km) und Hille (18 km) im Kreis Minden-Lübbecke; Samtgemeinde Uchte (15 km), Samtgemeinde Mittelweser (20 km) und Loccum (18 km), ein Ortsteil der Stadt Rehburg-Loccum, alle im niedersächsischen Landkreis Nienburg/Weser; die Samtgemeinde Niedernwöhren (16 km) und die Stadt Bückeburg (18 km) im niedersächsischen Landkreis Schaumburg.

### Stadtgliederung

Ortsteile Stadt Petershagen

Die Stadt gliedert sich in 29 Ortsteile (§ 3 der Hauptsatzung der Stadt Petershagen):
| Ortsteil              | Fläche (km²) | Einwohner | Einw./km² |
| --------------------- | ------------ | --------- | --------- |
| Bierde                | 8,35         | 634       | 76        |
| Buchholz              | 2,27         | 119       | 52        |
| Döhren                | 7,89         | 796       | 101       |
| Eldagsen              | 5,55         | 1065      | 192       |
| Friedewalde           | 20,94        | 1642      | 78        |
| Frille                | 10,58        | 1136      | 107       |
| Gorspen-Vahlsen       | 3,93         | 817       | 208       |
| Großenheerse          | 2,36         | 78        | 33        |
| Hävern                | 4,65         | 108       | 23        |
| Heimsen               | 10,57        | 664       | 63        |
| Ilse                  | 5,92         | 403       | 68        |
| Ilserheide            | 6,00         | 492       | 82        |
| Ilvese                | 6,94         | 481       | 69        |
| Jössen                | 5,65         | 351       | 62        |
| Lahde                 | 6,67         | 3377      | 506       |
| Maaslingen            | 6,02         | 428       | 71        |
| Meßlingen             | 6,48         | 471       | 73        |
| Neuenknick            | 11,43        | 765       | 67        |
| Ovenstädt             | 6,37         | 1202      | 188       |
| Petershagen-Kernstadt | 17,19        | 3922      | 228       |
| Quetzen               | 7,82         | 977       | 125       |
| Raderhorst            | 3,99         | 424       | 106       |
| Rosenhagen            | 4,17         | 309       | 74        |
| Schlüsselburg         | 7,03         | 502       | 71        |
| Seelenfeld            | 4,53         | 291       | 64        |
| Südfelde              | 4,05         | 466       | 115       |
| Wasserstraße          | 10,48        | 921       | 88        |
| Wietersheim           | 6,95         | 1159      | 167       |
| Windheim              | 7,27         | 1460      | 201       |

## Natur

### Fauna
Petershagen verfügt anteilig mit dem Rotwildbezirk Minden über den einzigen Rotwildbezirk des Kreises Minden-Lübbecke, wenn man von einem winzigen Anteil dieses Gebietes absieht, der auf das Gebiet der Stadt Minden reicht. Östlich der Bundesstraße B 482 bis zur Landesgrenze ist Rotwildgebiet. Der Bezirk ist rund 9.000 Hektar groß, davon 250 Hektar ganz im Süden auf Mindener Stadtgebiet, d. h. hier darf Rotwild als Standwild leben; außerhalb wird es konsequent abgeschossen. Die Rotwildbestandsdichte ist allerdings gering mit 0 – 15 Tieren pro 1.000 Hektar. Nach Osten setzt sich das Rotwildgebiet in Niedersachsen in den Schaumburger Wald fort.

### Klima
Das Klima in Petershagen wird durch die Lage im ozeanisch-kontinentalen Übergangsbereich Mitteleuropas und durch seine Lage in der Norddeutschen Tiefebene und im Wesertal bestimmt. Das Gebiet liegt überwiegend im Bereich des subatlantischen Seeklimas, weist aber temporäre kontinentale Einflüsse auf. Die Winter sind unter atlantischem Einfluss meist mild, die Sommer mäßig-warm, die Niederschläge relativ gleichmäßig verteilt. Es überwiegen westliche und südwestliche Winde, die Niederschläge mit sich führen. Die mittlere Jahrestemperatur liegt bei rund 9,5 °C. Die Jahresniederschläge betragen im langjährigen Mittel zwischen etwa 650 mm und rund 700 mm. Damit gehört Petershagen zu den trockensten und wärmsten Gebieten Ostwestfalens.

Niederschlagsdiagramm für Petershagen
Niederschlagsdiagramm für Petershagen-Wasserstraße

Siehe auch: Klima in Ostwestfalen-Lippe

## Geschichte

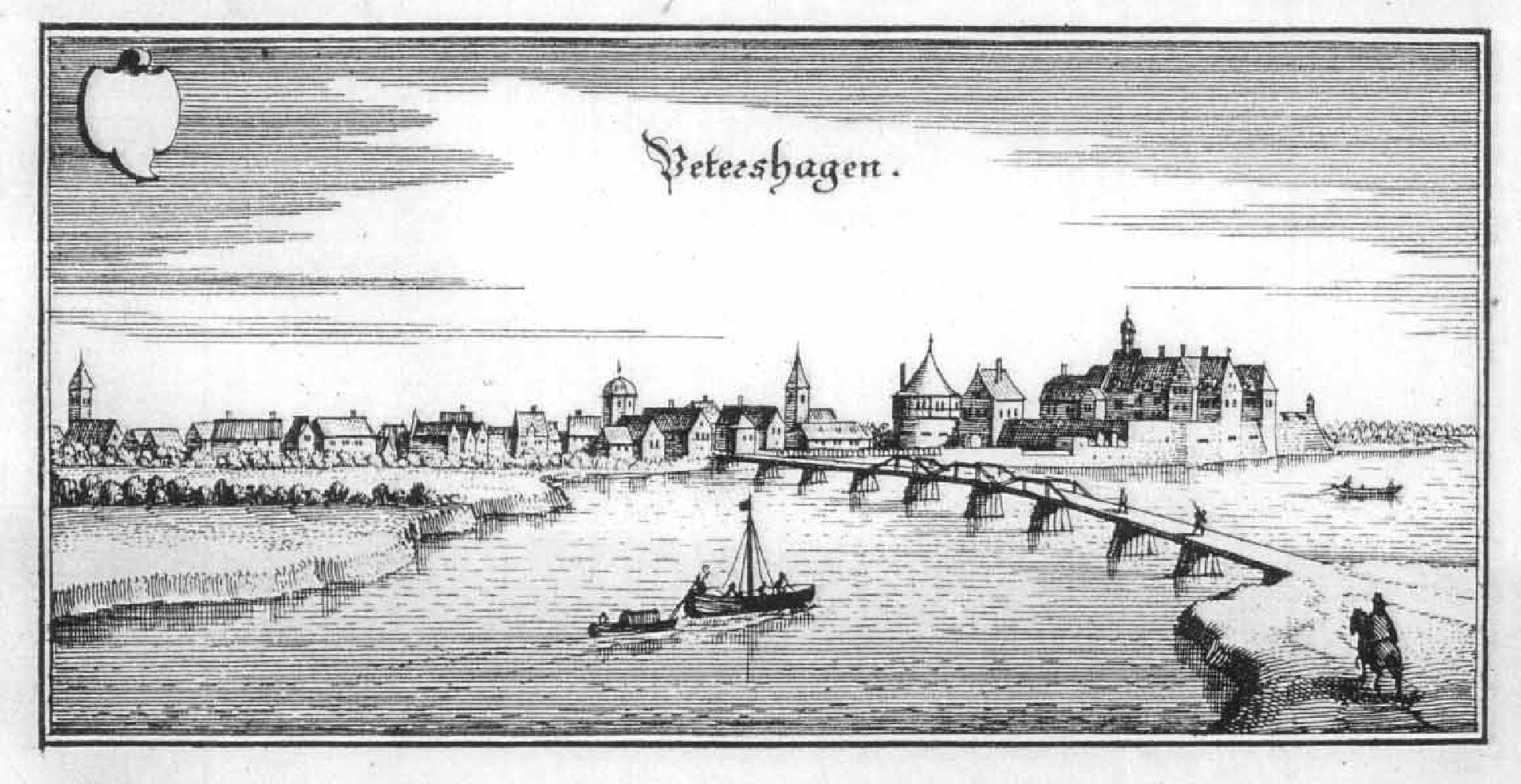
Petershagen etwa 1647

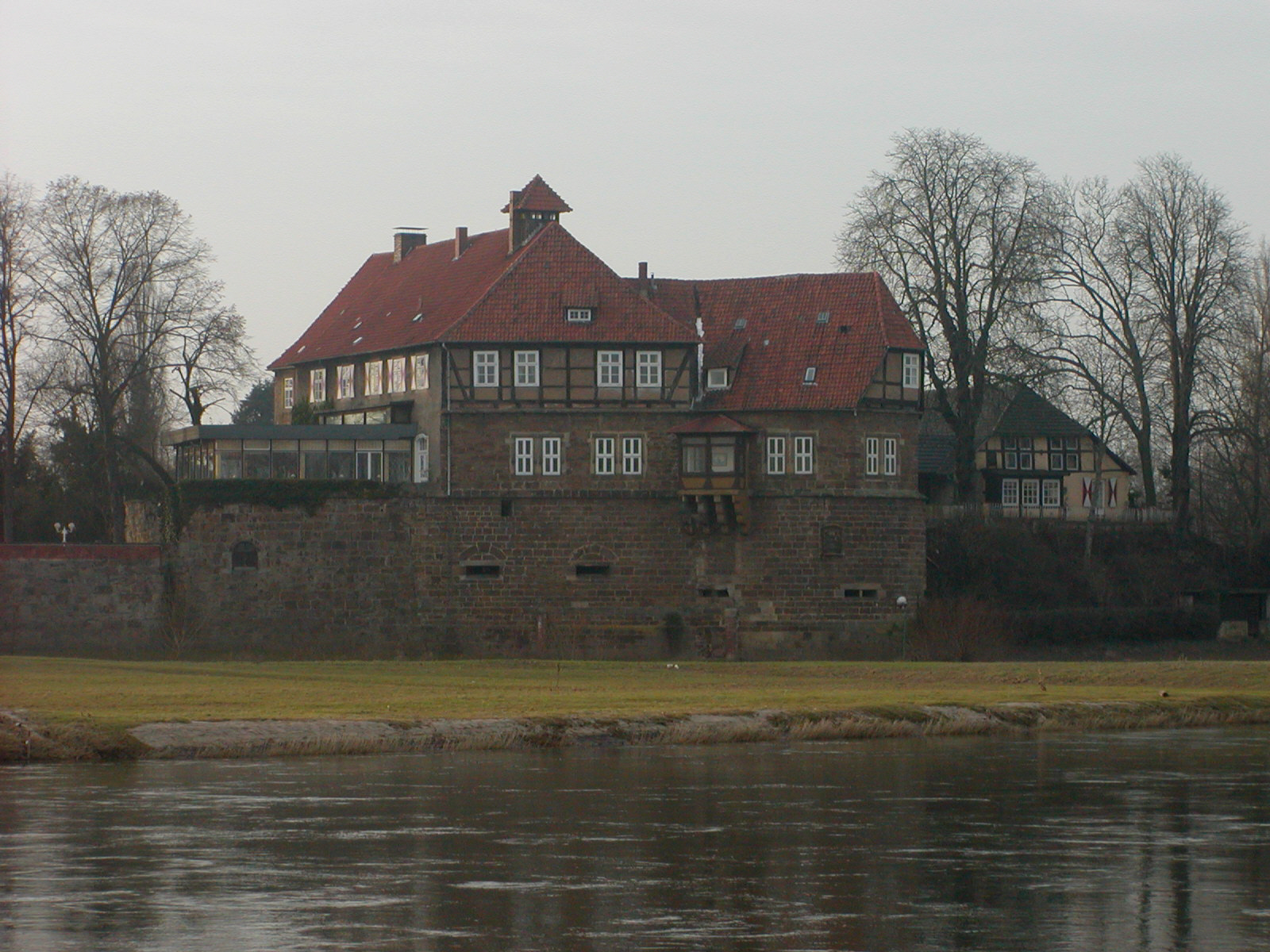
Das Schloss Petershagen war bis 1669 Regierungssitz des Fürstentums Minden (bis 1648 Hochstift Minden)

Die ersten Zeugen einer Besiedlung von Petershagen gehen in die Altsteinzeit sowie in die Bronze- und Eisenzeit zurück. Die ersten Cherusker siedelten um Christi Geburt im heutigen Petershagen. Sächsische Siedler gründeten in den folgenden Jahrhunderten die ersten Ortschaften.

### Mittelalter
Im Jahre 784 konnte Karl der Große hier aufgrund eines Hochwassers die Weser nicht überqueren. In diesem Zusammenhang wurde der Ort zum ersten Mal urkundlich erwähnt – unter dem Namen Huculvi.
Später wurde der Ort Hockeleve genannt. 1306 ließ der Mindener Bischof Gottfried von Waldeck hier eine Burg erbauen, die nach dem heiligen Petrus, dem Schutzpatron seines Bistums, benannt wurde. Sie war fortan – anstelle der Stadt Minden – die Residenz der Bischöfe von Minden. Sie erhielt den Namen Petershagen, der später auf den Ort übertragen wurde.

### Frühe Neuzeit
Von 1545 bis 1547 wurde die Burg vom Meister der Weserrenaissance Jörg Unkair zum Schloss ausgebaut. Von 1608 bis 1611 ließ Christian von Braunschweig-Lüneburg das Schloss weiter umbauen.
1648 wurde das Hochstift Minden durch den Westfälischen Frieden brandenburgisch. Noch bis 1669 blieb der Sitz der brandenburgischen Regierung im Schloss; 1649–1659 war das Schloss auch Residenz des brandenburgischen Statthalters. Petershagen war auch Sitz des Amtes Petershagen im Fürstentum Minden.
Von 1654 bis 1656 wurden im protestantischen Petershagen Hexenverfolgungen durchgeführt. In den Hexenprozessen wurden 39 Menschen, 35 Frauen und 4 Männer, wegen angeblicher Zauberei hingerichtet.

### 19. Jahrhundert
1807 fiel das Gebiet der beiden alten Ämter Petershagen und Schlüsselburg an das Königreich Westphalen und wurde dort auf die nach französischem Muster eingerichteten Kantone Petershagen, Hille und Windheim aufgeteilt. Von 1811 bis 1813 war das Gebiet links der Weser vom Kaiserreich Frankreich annektiert und gehörte zum Kanton Petershagen im Arrondissement Minden. Die Stadt Petershagen war während dieser Zeit auch Sitz einer Mairie (Bürgermeisterei). Die rechtsseitigen Gebiete bildeten den im Königreich Westphalen verbliebenen Kanton Windheim.
1816 kam Petershagen zum neuen Kreis Minden in der preußischen Provinz Westfalen und wurde 1843 Hauptort des Amtes Petershagen. 1831 wurde ein Lehrerseminar eingerichtet, nachdem bereits seit 1792 in Petershagen Lehrer für Volksschulen ausgebildet worden waren. Das Lehrerseminar bestand bis 1925.

### 20. Jahrhundert
Während des Zweiten Weltkriegs wurde in Petershagen-Lahde vom Frühjahr 1943 bis April 1945 das Arbeitserziehungslager Lahde (AEL) der Gestapodienststelle Hannover eingerichtet. Die Häftlinge wurden beim Bau des Kohlekraftwerks Lahde, des Kühlwasserablaufs, des Umspannwerks Bierderloh und der Bahntrasse vom Bahnhof zum Kraftwerk eingesetzt. Weitere Arbeitslager lagen in der Wesermarsch nahe der Wehrbaustelle (wohl jüdische Arbeitskräfte, Auflösung 1940) und nördlich des AEL Lahde an der Kraftwerkbaustelle („Ostarbeiterlager“, Auflösung April 1945). Gedenk- und Lernorte im Stadtgebiet von Petershagen in Verbindung mit der Zeit des Nationalsozialismus sind vor allem die ehemalige Synagoge in Petershagen, die jüdischen Friedhöfe in Frille, Petershagen und Wasserstraße, die Gedenkstätte des Volksbundes Deutsche Kriegsgräberfürsorge e. V. auf dem Seeberg in Ilvese, der Gedenkstein für das Arbeitserziehungslager Lahde, das kommunale Gräberfeld für die Opfer von Krieg und Gewaltherrschaft auf dem ev.-luth. Friedhof in Lahde und der „Ostarbeiterfriedhof“ in Bierde.
Angesichts der erwarteten Zuwanderung von etwa 150 „Kraftwerker-Familien“ stellte sich das Amt Windheim ab 1942 durch die Planung eines Neubaugebietes und die Verbesserung der örtlichen Infrastruktur auf die wachsende zentrale Bedeutung Lahdes für das Umland ostwärts der Weser ein. Die Bauarbeiten machten jedoch bis Kriegsende nur schleppende Fortschritte.

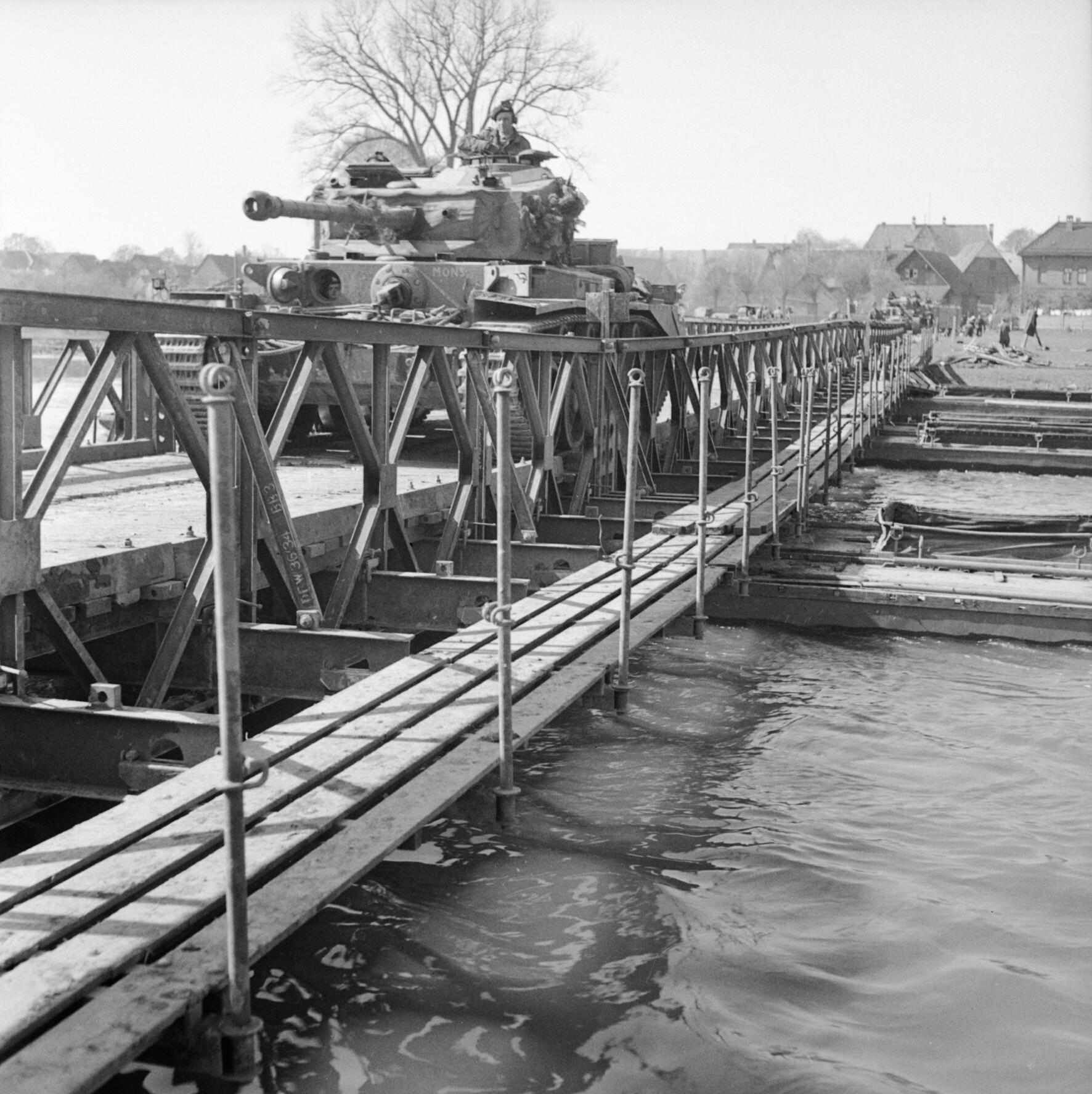
Britische Truppen passieren die Weser bei Petershagen am 7. April 1945

Die Kriegshandlungen am Boden endeten im Zeitraum vom 5. bis zum 8. April 1945 mit der Besetzung des heutigen Stadtgebietes durch britische Truppen (6. Luftlandedivision). Dabei kam es im Stadtgebiet und im Umfeld noch zu vereinzelten Kampfhandlungen mit Gefallenen auf beiden Seiten. Am Abend des 4. April 1945, einen Tag vor dem Einmarsch britischer Truppen (6. Luftlandedivision) in der Ortschaft Petershagen, wurde dort nach mündlicher Überlieferung die vom Volkssturm errichtete Panzersperre an der Ösperbrücke (heute Mindener Straße) durch einige Einwohner unbrauchbar gemacht.
Ab 9. April 1945 richtete das Detachment 127 der Militärregierung ein „Sammellager für Heimatlose Ausländer“ („Displaced Persons Assembly Centre“, DPAC) in einigen Ortschaften des Amtes Windheim (Lahde, Bierde, Ilserheide, Raderhorst, Frille Wietersheim, Päpinghausen) sowie im schaumburgischen Cammer ein. Die einheimische Bevölkerung einschließlich der deutschen Bombenevakuierten und Flüchtlinge wurde zum großen Teil evakuiert. Anschließend wurden in den Ortschaften, nunmehr „DP-Camps“, Tausende von befreiten Kriegsgefangenen, Zwangsarbeitern und Häftlingen nach Nationalitäten getrennt untergebracht. Nach der Kapitulation Deutschlands übernahm das UNRRA-Team 65 (United Nations Relief and Rehabilitation Administration) unter der Kontrolle der Militärregierung die Verwaltung des DPAC Lahde. Nach britischen Angaben lag die Belegungsstärke Ende Mai 1945 bei etwa 20.000 Displaced Persons. Nach deutschen Angaben lebten im DPAC Lahde bis zu seiner Auflösung im September 1949 zwischen 12.000 und 17.000 „heimatlose Ausländer“. Die von den Westalliierten vorgesehene unverzügliche Repatriierung der baltischen, polnischen und ukrainischen DPs verzögerte sich um mehrere Jahre hauptsächlich deshalb, weil diese Staaten in den Herrschaftsbereich der Sowjetunion geraten waren. Mit der Auflösung des Camps Päpinghausen im Frühjahr 1948 setzte der Rückbau des DPAC Lahde ein, der im September 1949 mit der Auflösung des Camps Lahde abgeschlossen wurde. Die einheimische Bevölkerung kehrte in ihre Ortschaften zurück und begann unverzüglich mit dem Wiederaufbau.
Nach dem Zweiten Weltkrieg wurde der schon in den 1930er Jahren geplante Ausbau der Mittelweser umgesetzt. 1953 wurde die Staustufe Petershagen mit integriertem Laufwasserkraftwerk in Betrieb genommen, wodurch einerseits der Binnenschifffahrt ganzjährig ein größerer Tiefgang garantiert und andererseits die Flusslandschaft bei Petershagen entscheidend verändert wurde. Auch das Kohlekraftwerk in Lahde ging 1953 mit der Bezeichnung „Heyden I“ ans Netz. Das geplante Neubaugebiet in der Ortschaft wurde wie auch die „Kraftwerksiedlung“ in den sechziger Jahren nach einem überarbeiteten Konzept errichtet.
1970 wurde die Weserbrücke in Petershagen errichtet. Der Fährbetrieb zwischen Petershagen und Lahde wurde eingestellt.
Seit 1898 wurde das heutige Stadtgebiet links der Weser durch die Bahnstrecke Minden–Uchte der Mindener Kreisbahnen (MKB) mit Haltepunkten in Heisterholz, Petershagen, Bad Hopfenberg, Gernheim und Ovenstädt erschlossen. Der reguläre Personenverkehr von Petershagen nach Uchte wurde 1967, von Petershagen nach Minden 1974 eingestellt, der Güterverkehr sowie ein touristischer Betrieb der Mindener Museumseisenbahn in Etappen zwischen 1973 und 1980. Auch der heute zu Petershagen gehörige Ortsteil Friedewalde wurde seit 1915 durch die MKB erschlossen mit Stationen in Südfelde, Friedewalde und der Endstation Wegholm. Auf dieser Strecke wurde der Personenverkehr 1959, der Güterverkehr 1975 eingestellt.
Seit 1921 führt auf der rechten Weserseite die Bahnstrecke Nienburg–Minden durch das Gebiet der heutigen Stadt Petershagen; von den ursprünglichen Bahnhöfen in Schlüsselburg, Heimsen, Döhren, Windheim, Lahde und Frille blieb nur der Bahnhof Lahde in Betrieb.

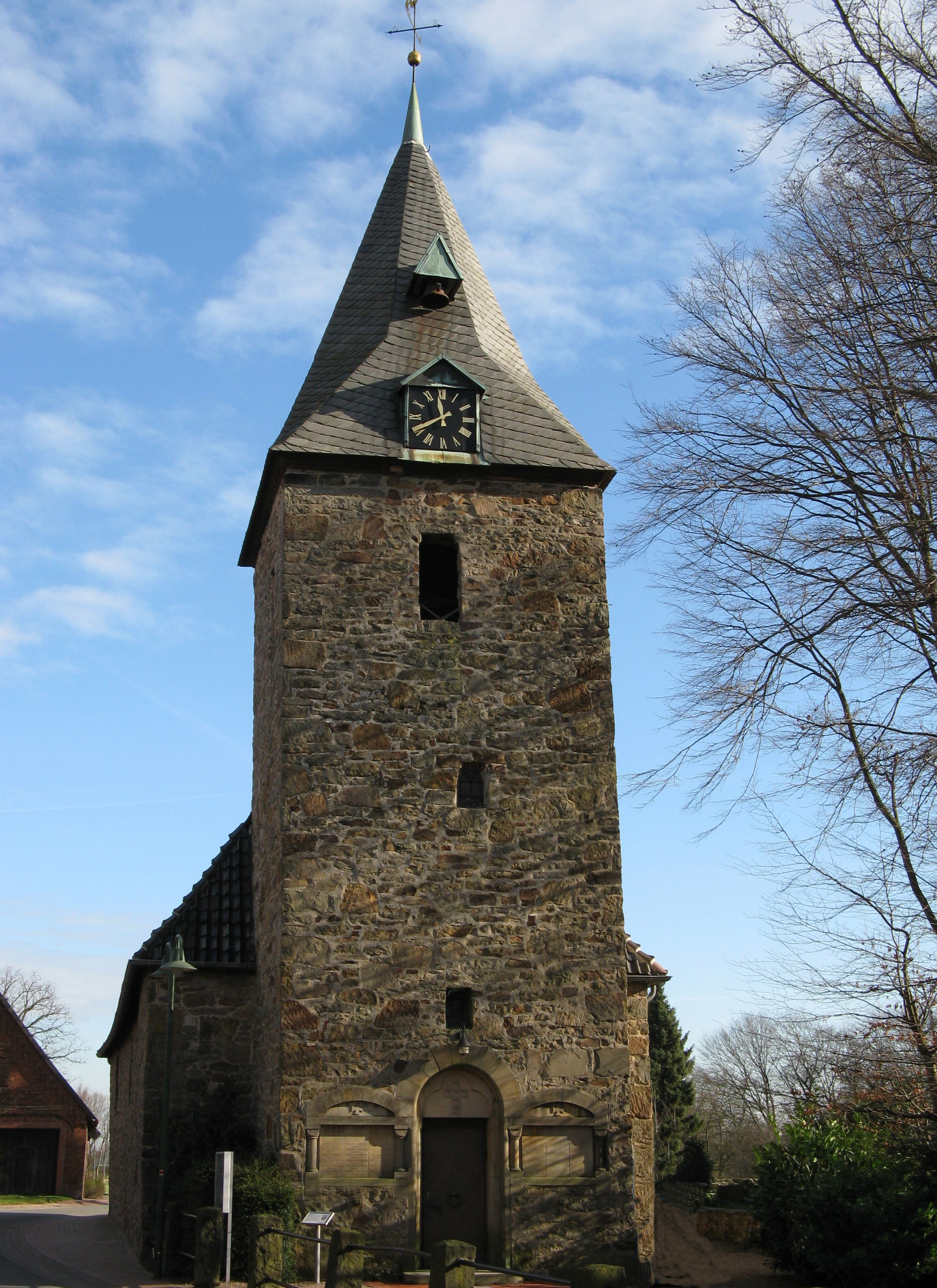
Kirche im Ortsteil Schlüsselburg

Beim Weserhochwasser 2023/24 der Weser haben alle Deiche auf dem Gebiet der Stadt Petershagen gehalten, lediglich das vermehrt auftretende Qualmwasser muss beachtet werden.

### Eingemeindungen
Die heutige Stadt Petershagen entstand in einer Gebietsreform nach dem Bielefeld-Gesetz vom 24. Oktober 1972 mit Wirkung vom 1. Januar 1973. Dazu wurden 29 der 36 Gemeinden der Ämter Windheim und Petershagen zusammengefasst. Die übrigen sieben Gemeinden der ehemaligen Ämter wurden nach Minden eingemeindet. Die 29 ehemaligen Gemeinden bilden die heutigen Ortsteile von Petershagen. Zeitgleich wurde Petershagen eine Gemeinde des neugebildeten Kreises Minden-Lübbecke. Nach dem 1. Januar 1973 gab es keine weiteren Umgliederungen bzw. Eingemeindungen in das Stadtgebiet.

### Einwohnerentwicklung

Einwohnerentwicklung von Petershagen von 1900 bis 2017 nach nebenstehender Tabellen

Räumliche Bevölkerungsverteilung in Petershagen

| Jahr                   | Einwohner |
| ---------------------- | --------- |
| 1900 (1. Dezember) ¹   | 2.063     |
| 1910 (1. Dezember) ¹   | 2.196     |
| 1925 (16. Juni) ¹      | 2.084     |
| 1939 (17. Mai) ¹       | 2.310     |
| 1950 (13. September) ¹ | 3.639     |
| 1961 (6. Juni) ¹       | 3.724     |
| 1970 (27. Mai) ¹       | 3.612     |
| 1972 (31. Dezember)    | 3.603     |

| Jahr                | Einwohner |
| ------------------- | --------- |
| 1961 (6. Juni) ¹    | 24.497    |
| 1970 (27. Mai) ¹    | 24.786    |
| 1972 (31. Dezember) | 24.904    |
| 1975 (31. Dezember) | 24.415    |
| 1980 (31. Dezember) | 24.061    |
| 1985 (31. Dezember) | 23.466    |
| 1987 (25. Mai) ¹    | 23.619    |
| 1990 (31. Dezember) | 24.543    |
| 1995 (31. Dezember) | 26.142    |
| 2000 (31. Dezember) | 27.040    |

| Jahr                | Einwohner |
| ------------------- | --------- |
| 2001 (31. Dezember) | 27.103    |
| 2002 (31. Dezember) | 27.104    |
| 2003 (31. Dezember) | 27.091    |
| 2004 (31. Dezember) | 26.990    |
| 2005 (31. Dezember) | 26.882    |
| 2008 (31. Dezember) | 26.743    |
| 2012 (31. Dezember) | 25.662    |
| 2017 (31. Dezember) | 25.131    |

¹ Volkszählungsergebnis

## Religion
Die Bevölkerung ist ganz überwiegend evangelisch, nachdem das Hochstift Minden die evangelische Lehre annahm und spätestens seitdem es 1648 säkularisiert wurde und als Fürstentum Minden dem protestantischen Preußen zugeschlagen wurde. Kleinere Verschiebungen in der Konfessionslandschaft waren die Folge der allgemeinen Binnenmigration und Säkularisierung, dem Zuzug von Spätaussiedlern aus Osteuropa und dem Zuzug von südeuropäischen Gastarbeitern nach dem Zweiten Weltkrieg.
Die evangelischen Gemeinden gehören zum evangelischen Kirchenkreis Minden und befinden sich in den Ortsteilen Buchholz, Friedewalde, Heimsen, Lahde, Ovenstädt, Petershagen, Schlüsselburg und Windheim.
Die Kirchengemeinde Frille gehört allerdings aus historischen Gründen zur Evangelisch-Lutherischen Landeskirche Schaumburg-Lippe.
Die katholische Gemeinde gehört zum Pastoralverbund Mindener Land mit Kirchen in Petershagen (St. Johannes Baptist) und Lahde (St. Maria).
Ein Indiz für die Verteilung kann die Angabe der konfessionellen Zugehörigkeit der Petershäger Schüler sein. Demnach sind rund 77 % der Schüler evangelisch, 5 % katholisch, 1 % islamisch. 8 % geben an, einer sonstigen Konfession anzugehören, und 10 % rechnen sich keiner Konfession zu.

## Politik

### Bürgermeister
Bei der Kommunalwahl 2020 wurde Dirk Breves (CDU) mit 59,71 % der Stimmen zum Bürgermeister gewählt.
Erster Bürgermeister der neu gegründeten Stadt Petershagen wurde im Jahr 1973 der Bürgermeister der Gemeinde Jössen Wilhelm Krömer (CDU), dieses Ehrenamt hatte er bis zur Neuwahl 1994 inne, bei der der Rat in geheimer Abstimmung überraschend den Kandidaten der SPD Herbert Marowsky mit 20 zu 19 Stimmen gegen den amtierenden Bürgermeister Krömer wählte, der danach stellvertretender Bürgermeister wurde. Nach der Änderung der Gemeindeordnung durch den Landtag Nordrhein-Westfalen und der darin vorgesehenen Abschaffung der bisherigen kommunalen „Doppelspitze“ aus ehrenamtlichem Bürgermeister und hauptamtlichem Stadtdirektor nutzte die Ratsmehrheit aus CDU und FDP die Möglichkeit, den damaligen Stadtdirektor der Stadt Petershagen Joachim Thiele (CDU) noch im Jahr 1994 zum ersten hauptamtlichen Bürgermeister zu wählen.
Zur Kommunalwahl 1999 wurde Joachim Thiele nach internen Querelen innerhalb der CDU Petershagen nicht erneut nominiert, sondern Heinrich Schaper (CDU), gegen den sich die SPD-Kandidatin Marianne Schmitz-Neuland (SPD) in der Stichwahl mit 54,8 % durchsetzte.  Bei der Kommunalwahl 2004 wurde sie schon im ersten Wahlgang mit einem Ergebnis von 62,33 % gegen Hermann Kleinebenne (CDU) zur Bürgermeisterin wiedergewählt.
Bei der Bürgermeisterwahl 2009 setzte sich der CDU-Kandidat Dieter Blume mit 45,85 % gegen Ingo Ellerkamp (SPD), Günter Wehmeyer (FDP) und Klaus Behrmann durch. Bei der Bürgermeisterwahl am 25. Mai 2014 wurde er mit 56,13 % der gültigen Stimmen im Amt bestätigt.
Liste der bisherigen Bürgermeister:
- 1973–1994: Wilhelm Krömer (CDU)
- 1994: Herbert Marowsky (SPD)
- 1994–1999: Joachim Thiele (CDU)
- 1999–2009: Marianne Schmitz-Neuland (SPD)
- 2009–2020: Dieter Blume (CDU)
- 2020–    : Dirk Breves (CDU)

### Stadtrat
- Grüne: 3
- SPD: 10
- FDP: 2
- CDU: 14
- AfD: 1

Der Stadtrat von Petershagen hat derzeit 32 Sitze. Hinzu kommt der Bürgermeister als Ratsvorsitzender. Die folgende Tabelle zeigt die Kommunalwahlergebnisse seit 1975:
| [ 28 ] [ 29 ] [ 26 ] [ 30 ] | 2020  | 2020  | 2014  | 2014  | 2009  | 2009  | 2004  | 2004  | 1999  | 1999  | 1994  | 1994  | 1989  | 1989  | 1984  | 1984  | 1979  | 1979  | 1975  | 1975  |
| Partei                      | Sitze | %     | Sitze | %     | Sitze | %     | Sitze | %     | Sitze | %     | Sitze | %     | Sitze | %     | Sitze | %     | Sitze | %     | Sitze | %     |
| --------------------------- | ----- | ----- | ----- | ----- | ----- | ----- | ----- | ----- | ----- | ----- | ----- | ----- | ----- | ----- | ----- | ----- | ----- | ----- | ----- | ----- |
| CDU                         | 14    | 45,26 | 15    | 47,28 | 17    | 51,17 | 21    | 54,62 | 20    | 52,18 | 17    | 45,22 | 17    | 43,66 | 18    | 45,30 | 19    | 47,14 | 19    | 49,27 |
| SPD                         | 10    | 32,17 | 12    | 37,36 | 9     | 29,77 | 11    | 28,37 | 13    | 34,47 | 16    | 40,75 | 17    | 42,20 | 16    | 39,93 | 16    | 40,19 | 16    | 40,86 |
| FDP                         | 2     | 6,79  | 2     | 5,68  | 3     | 9,87  | 3     | 8,36  | 3     | 8,43  | 3     | 7,15  | 3     | 7,97  | 3     | 7,70  | 4     | 9,38  | 4     | 9,87  |
| Grüne                       | 3     | 11,30 | 2     | 6,87  | 2     | 6,13  | 3     | 6,47  | 2     | 3,93  | 3     | 6,88  | 2     | 6,17  | 2     | 6,79  | −     | −     | −     | −     |
| AfD                         | 1     | 4,48  | −     | −     | −     | −     | −     | −     | −     | −     | −     | −     | −     | −     | −     | −     | −     | −     | −     | −     |
| Linke                       | −     | −     | −     | −     | 1     | 1,95  | −     | −     | −     | −     | −     | −     | −     | −     | −     | −     | −     | −     | −     | −     |
| UWG1                        | −     | −     | 1     | 2,32  | 0     | 1,11  | 0     | 2,19  | −     | −     | −     | −     | −     | −     | −     | −     | −     | −     | −     | −     |
| UBG2                        | −     | −     | −     | −     | −     | −     | −     | −     | −     | −     | −     | −     | −     | −     | −     | −     | 0     | 3,29  | −     | −     |
| Einzelbewerber3             | −     | −     | −     | 0,50  | −     | −     | 0     | 1,77  | −     | −     | −     | −     | −     | −     | 0     | 0,28  | −     | −     | −     | −     |
| ödp                         | −     | −     | −     | −     | −     | −     | −     | −     | 0     | 1,00  | −     | −     | −     | −     | −     | −     | −     | −     | −     | −     |
| Gesamt4                     | 30    | 100   | 32    | 100   | 32    | 100   | 38    | 100   | 38    | 100   | 39    | 100   | 39    | 100   | 39    | 100   | 39    | 100   | 39    | 100   |
| Wahlbeteiligung             | 61,06 | 61,06 | 57,04 | 57,04 | 58,76 | 58,76 | 61,52 | 61,52 | 64,61 | 64,61 | 82,97 | 82,97 | 74,78 | 74,78 | 76,23 | 76,23 | 80,64 | 80,64 | 86,69 | 86,69 |

1 Unabhängige Wählergemeinschaft Petershagen

2 Unabhängige Bürgergemeinschaft Petershagen

3 2004: Einzelbewerber Horstmann: 1,34 %, Einzelbewerber Buchholz: 0,43 %; 2014: Einzelbewerber Stefan Uhlmann

4 ohne Berücksichtigung von Rundungsdifferenzen

### Wappen
Der Stadt Petershagen ist mit Urkunde des Regierungspräsidenten in Detmold vom 29. März
1974 das Recht zur Führung eines Wappens verliehen worden. Die Hauptsatzung §2 sagt:
In Rot über einem silbernen (weißen) Wellenfuß eine silberne (weiße) Pfeilerbrücke, darüber zwei silberne (weiße) schräggekreuzte Schlüssel mit abgewendeten Bärten.
Die Schlüssel des Heiligen Petrus (Schlüssel Petri) sowie die Wappenfarben rot-silber deuten auf Petershagens jahrhunderterlanger Zugehörigkeit zum alten Fürstentum Minden bzw. seines Vorgängers Hochstift Minden hin, dessen Residenz die Stadt zeitweilig war. Die Schlüssel sind in vielen Wappen der Region enthalten, so auch im alten Wappen Petershagens und Schlüsselburgs oder des Amtes Windheim. Die Brücke und der Fluss symbolisieren Petershagens Lage links und rechts der Weser und die Verbindung der Ortschaften beiderseits des Flusses zu einer Stadt.

### Städtepartnerschaften
Am 9. November 1990 haben die Vertreter der Stadt Petershagen und der Gemeinde Petershagen/Eggersdorf im Landkreis Märkisch-Oderland (Brandenburg) eine Partnerschaftsurkunde unterschrieben.

## Kultur und Sehenswürdigkeiten
Als Sehenswürdigkeiten gelten das Schloss Petershagen und die Altstadt, die verschiedenen Windmühlen und die naturbelassene Umgebung. Im Sommer nisten regelmäßig Störche in Petershagen und einigen seiner Ortsteile nahe der Weser. Radtouren entlang des Weserradweges oder der Mühlenroute führen mitten durch Petershagen.

### Kulturelle Einrichtungen

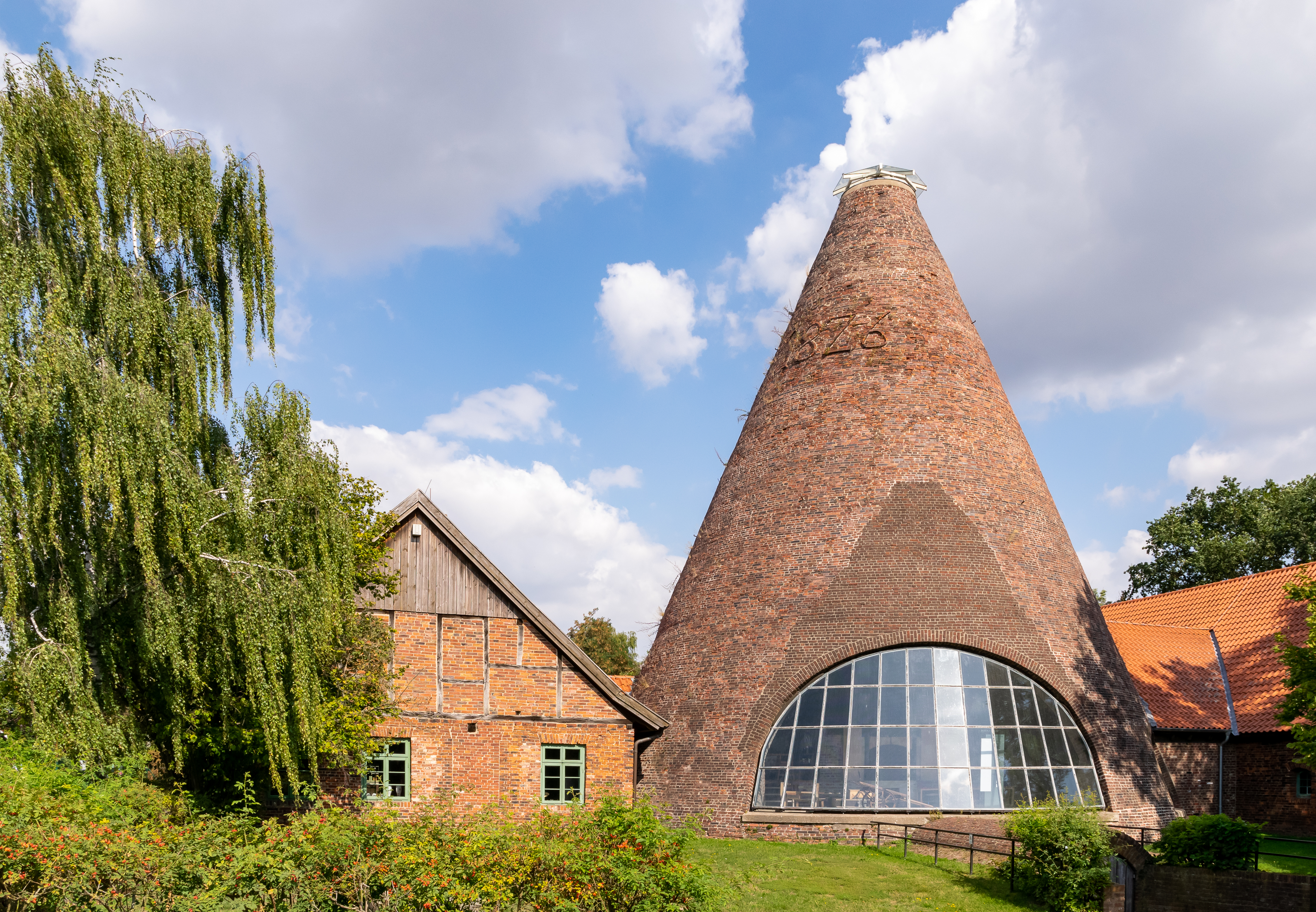
Glashütte Gernheim

Die Synagoge Petershagen ist ein Informations- und Dokumentationszentrum. Hier wurde die jüdische Orts- und Regionalgeschichte aufbereitet und informiert über das jüdische Leben der Region.
Im Heimat- und Heringsfängermuseum Heimsen kann man sich über die Arbeit und das Leben von Heringsfängern informieren, die es an der Mittelweser gegeben hat.
Die Glashütte Gernheim, ein Teil des LWL-Industriemuseum, ist in den alten Gebäuden der Glasmacherei in Gernheim untergebracht. Man kann dort den Glashüttenturm von 1826, eine Korbflechterei und weitere Gebäude besichtigen. Im Museum finden Sonderausstellungen zur Glasmacherkunst und weitere kulturelle Veranstaltungen statt.
Im Ortsteil Windheim bietet das Westfälische Storchenmuseum in einem 300 Jahre alten Gebäude eine Ausstellung über die Rettung des letzten Brutgebietes des Weißstorches in Nordrhein-Westfalen.
26 Scheunen stehen im Scheunenviertel Schlüsselburg. Die ältesten stammen aus dem 17. Jahrhundert.
Die Theater-AG des örtlichen Gymnasiums bietet jährlich Aufführungen an.
Seit 2023 befindet sich mit der Ausstellung der „Sammlung Friedrich Brinkmann“ die erste archäologische Ausstellung der Stadt Petershagen im Archiv der Stadt Petershagen in Neuenknick.

### Musik
Petershagen unterhält eine städtische Musikschule. Knapp 400 Schüler nutzen die Angebote. Für Kinder ab 4 Jahren gibt es musikalische Früherziehung, für die älteren Kinder ab 6 Jahren eine musikalische Grundausbildung. Darüber hinaus gibt es Ensembles in verschiedensten Musikrichtungen.

### Bauwerke

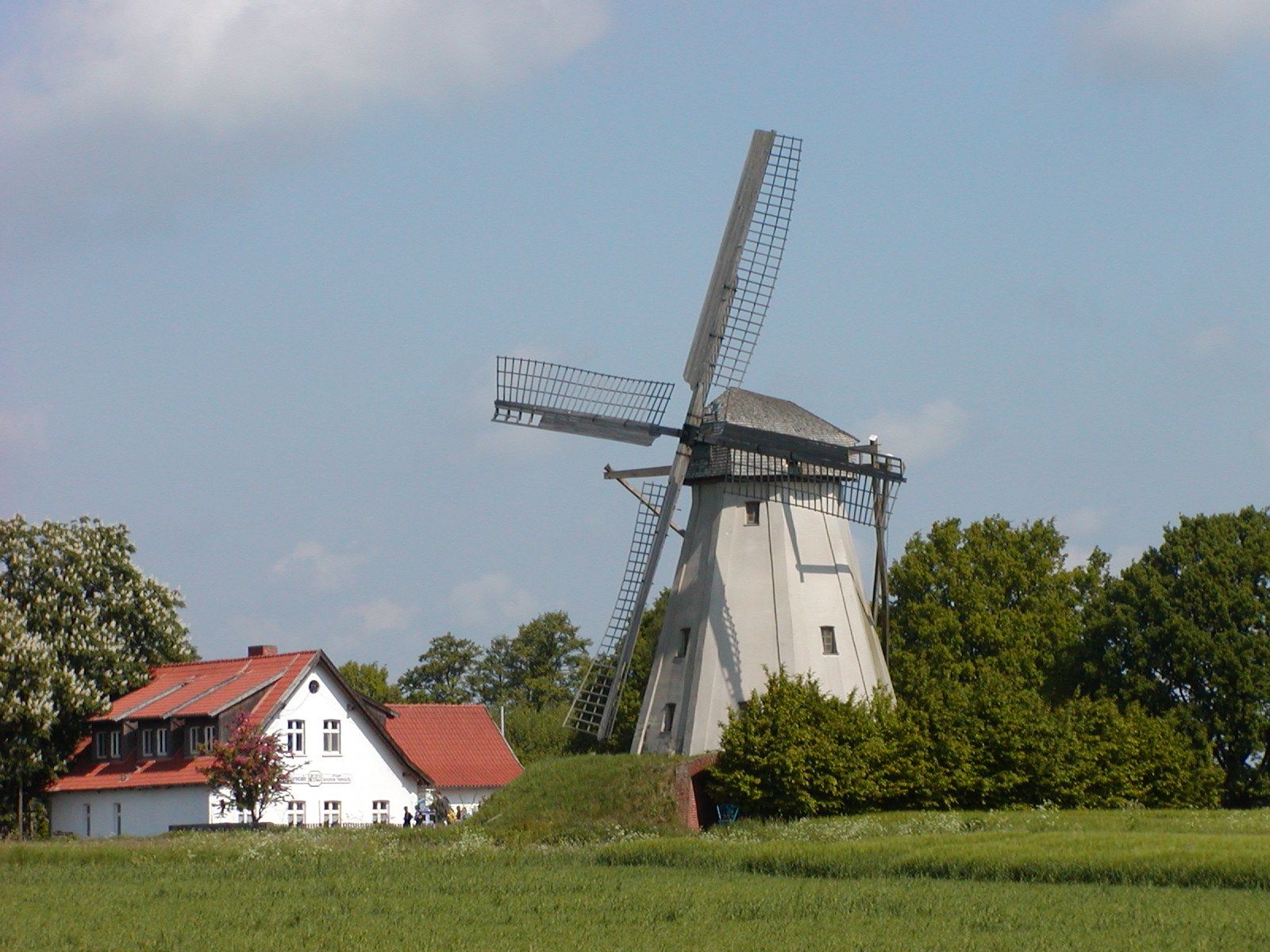
Windmühle Großenheerse

In Umfeld der Stadt aber auch in der Stadt selber sind 11 Mühlen in den einzelnen Ortsteilen Teile der Westfälischen Mühlenstraße. Herausragend ist das Technische Denkmal, die Klostermühle Lahde, eine der zwei letzten Windwassermühlen in Deutschland. In Petershagen Frille ist mit dem Mühlenbauhof Petershagen der technische Kern der Westfälischen Mühlenstraße angelegt. Er ist zugleich Sitz der Deutschen Gesellschaft für Mühlenkunde und Mühlenerhaltung.
Für weitere Bauwerke siehe → Liste der Baudenkmäler in Petershagen

### Grünflächen und Naherholung
Rund um das Schloss Petershagen ist eine etwa 1,5 ha große, nichtöffentliche, Parkanlage mit altem Baumbestand. Sie ist in den Hotelbetrieb des Schlosses eingegliedert.

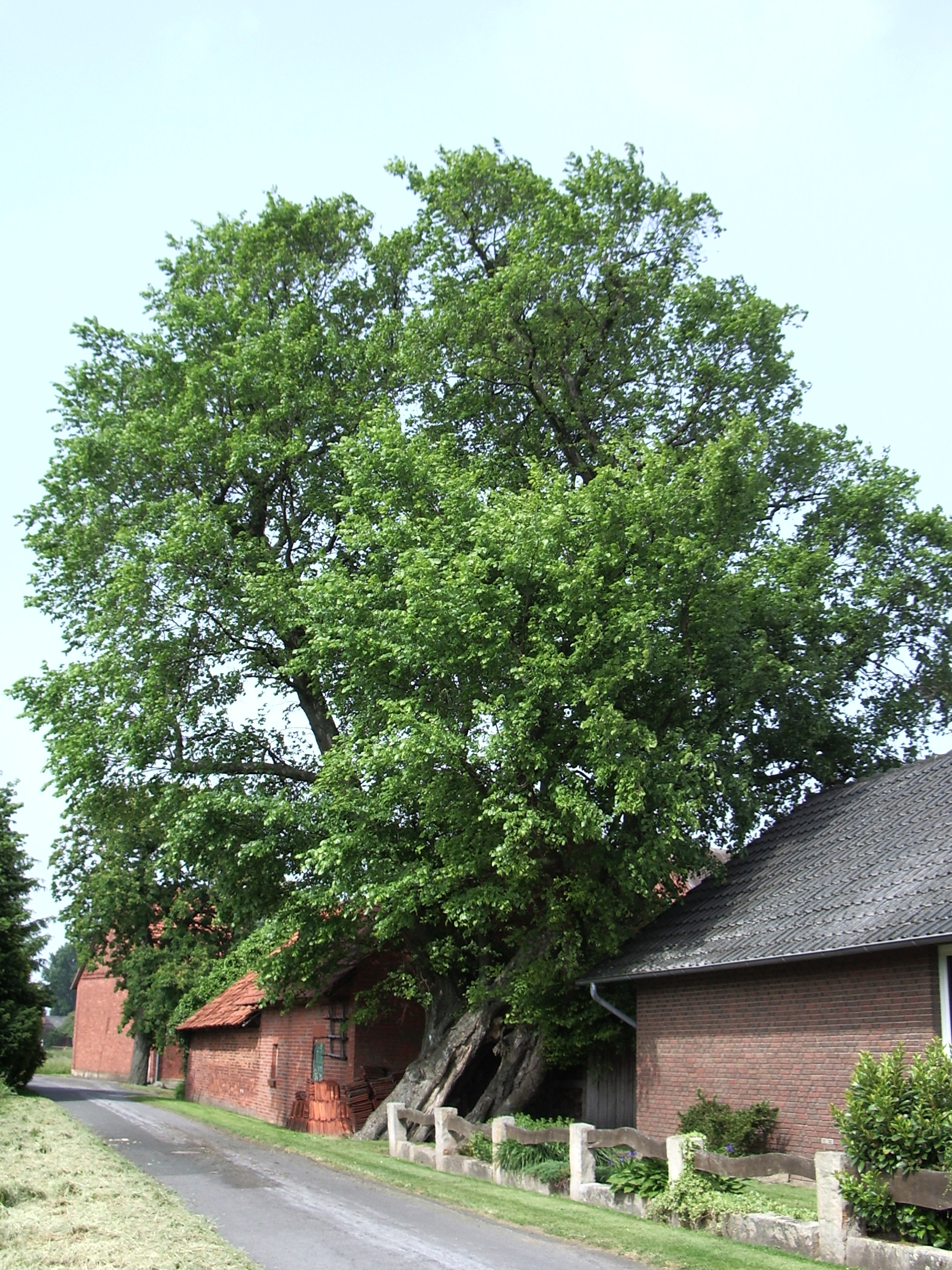
Die rund 600 Jahre alte Bierder Ulme

Von Schlüsselburg bis Petershagen ziehen sich mehrere Naturschutzgebiete entlang der Weser, die teilweise auch eine internationale Bedeutung haben. Im etwa 27 Quadratkilometer großen EU-Vogelschutzgebiet Weseraue finden viele Wat- und Wasservögel ein Rast- und Überwinterungsgebiet.

### Sport
Die Sportangebote in Petershagen werden hauptsächlich von den knapp 60 Sportvereinen der Stadt organisiert. Den Vereinen stehen je 15 Sportplätze und Sport- und Turnhallen zur Verfügung. Große Verbreitung findet auch der Schießsport, der in den 23 Schießsportanlagen ausgeübt wird. Mehrere Tennisplätze, zwei Reithallen und ein Freibad in Lahde runden das Angebot ab. Ein Großteil der sporttreibenden Vereine ist im Stadtsportverband organisiert. Bekannt ist die HSG Stemmer/Friedewalde.

### Heimatpreis der Stadt Petershagen
Seit 2019 wird alle zwei Jahre der mit insgesamt 5.000 Euro dotierte Heimatpreis der Stadt Petershagen vergeben. Es werden jeweils drei Preisträger ausgezeichnet.
Durch den Heimat-Preis soll ehrenamtliches Engagement im Stadtgebiet gewürdigt werden. Neben Lob und Anerkennung soll der Heimat-Preis zugleich auch Ansporn für andere sein, sich ehrenamtlich zu engagieren und gemeinnützige Projekte mitzugestalten.
Bisherige Preisträger sind:
2019
- Fährverein Hävern/Windheim e. V. mit dem Projekt „Weserfähre Petra Solara“
- Ilser Webgemeinschaft e. V. mit dem Projekt „Spinnen und Weben in der Ilser Webstube“
- Verein „Denk mal! Windheim No.2“ mit dem Projekt „Haus Windheim No.2“[35]

2021
- Informations- und Dokumentationszentrum zu über 450 Jahren jüdischer Orts- und Regionalgeschichte Petershagens
- Grüner Daumen Lahde – Lahde blüht auf!
- „Plattdüütsk hört in Kinnermund“[36]

2023
- Mehrgenerationenplatz Rosenhagen
- Bockwindmühle Neuenknick
- Aufarbeitung und Ausstellung der „Sammlung Friedrich Brinkmann“ durch die Gesellschaft zur Förderung der Bodendenkmalpflege im Kreis Minden-Lübbecke e. V. im Archiv der Stadt Petershagen[37]

## Wirtschaft und Infrastruktur

### Unternehmen

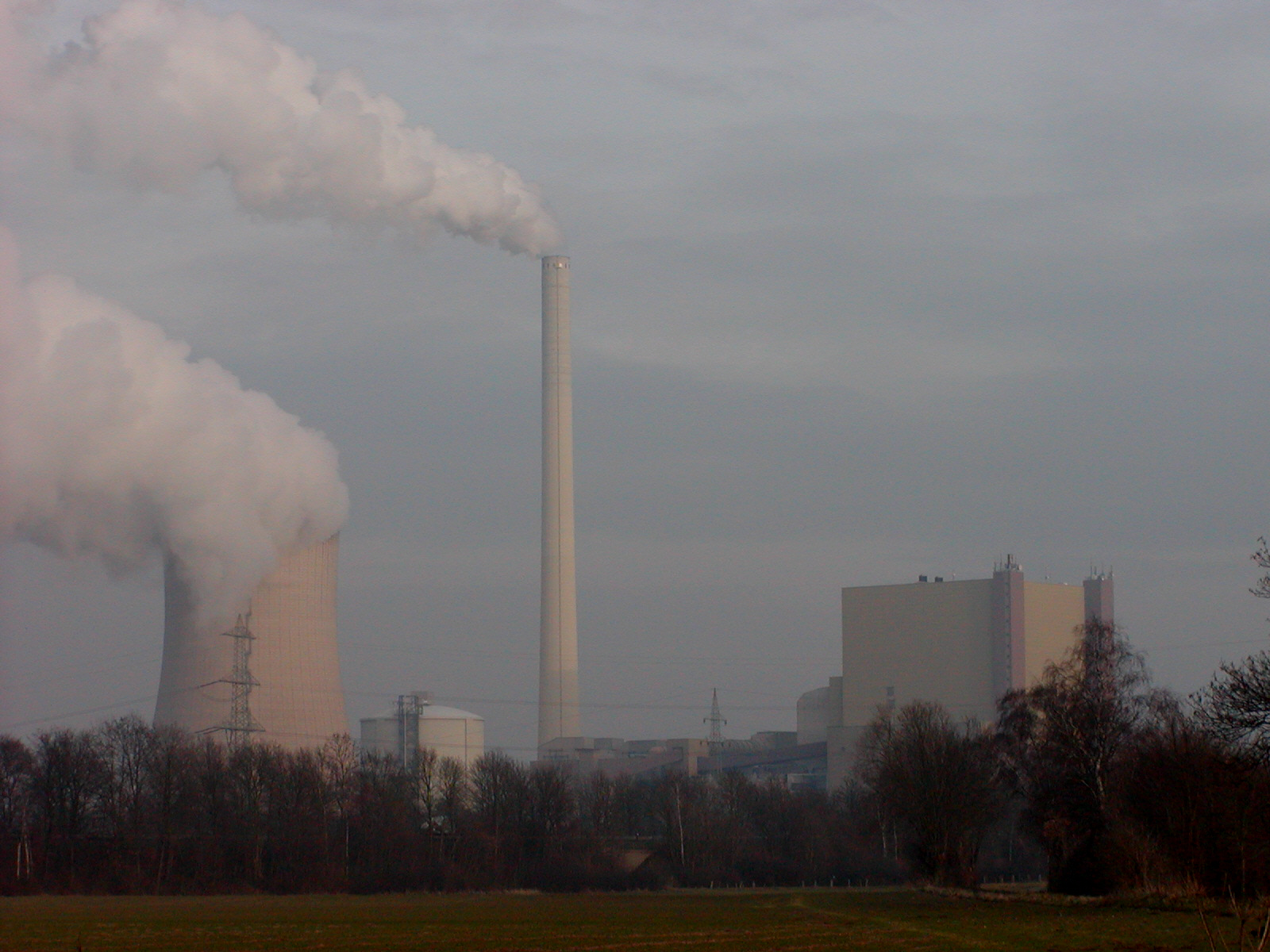
Das Kraftwerk Heyden in Lahde

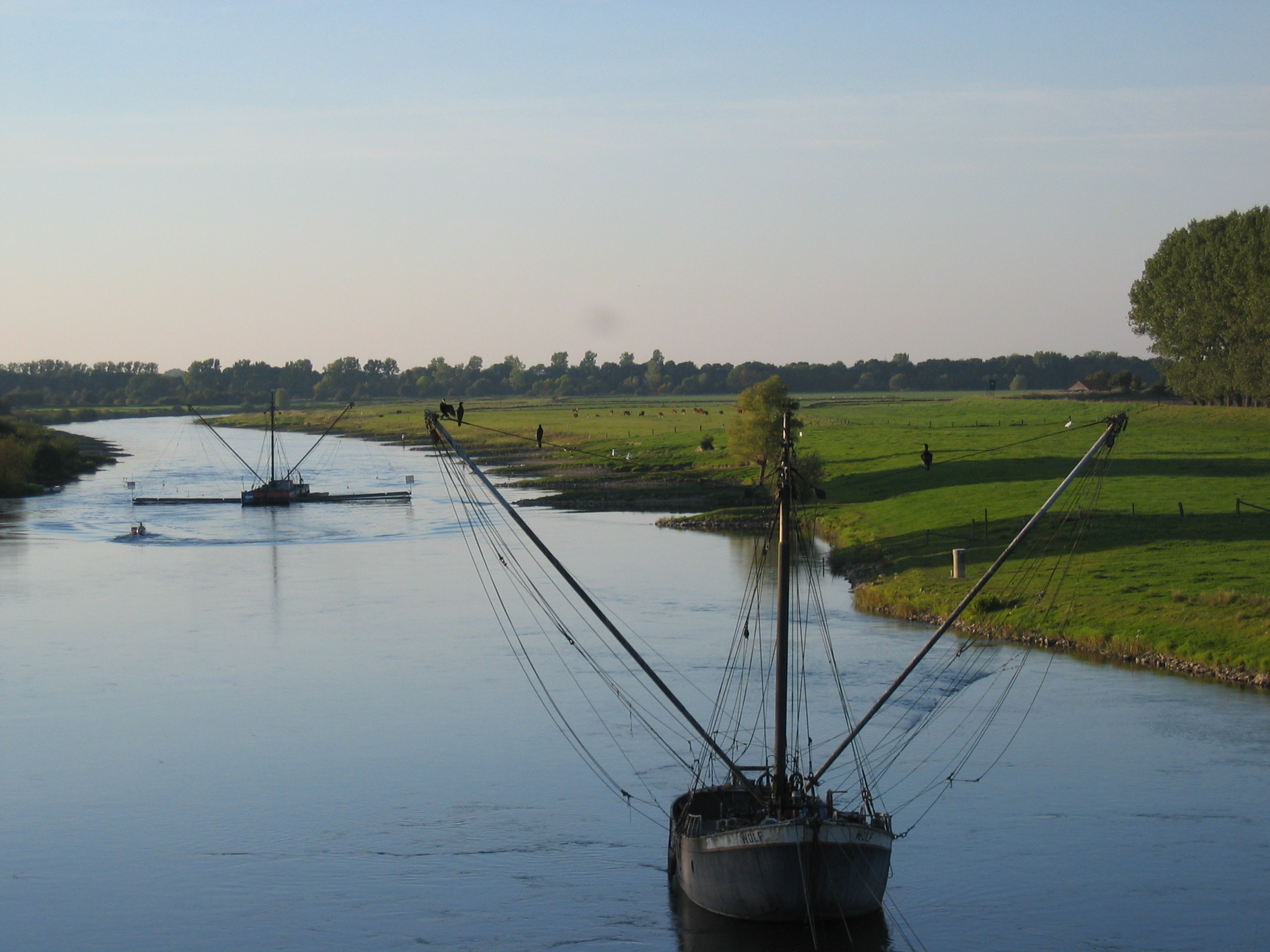
Der Aalfang auf der Weser (hier bei Schlüsselburg) spielt, wie auch der Landwirtschaftssektor, auf die Beschäftigung bezogen nur noch eine sehr untergeordnete Rolle

Im Ortsteil Lahde befindet sich das Kraftwerk Heyden mit dem größten einzelnen Steinkohleblock Europas.
Einer der größten Arbeitgeber ist das Diakonische Werk Minden mit verschiedenen Einrichtungen im Stadtgebiet.
Petershagen ist Sitz der Deutsche Gesellschaft für Mühlenkunde und Mühlenerhaltung (DGM) e. V.
Mit Bad Hopfenberg hat Petershagen eine weit bekannte Kurklinik.

### Medien
Petershagen liegt im Sendebereich des Lokalradiosenders Radio Westfalica und kann dort über Kabel auf der Frequenz UKW 97,15 MHz und per Antenne auf UKW 95,70 MHz empfangen werden. Die lokale Tageszeitung ist das Mindener Tageblatt.

### Öffentliche Einrichtungen
Die Freiwillige Feuerwehr in Petershagen ist etwa 750 Mann stark. In drei Alarmkreisen organisieren sich 6 Löschzüge, die sich auf 26 Löschgruppen aufteilen. 19 Jugendgruppen und 5 Musikzüge zeigen die Aktivität der Petershäger Feuerwehr.
Die Stadtbücherei Petershagen bietet auf fast 300 m² über 25.000 Medien zur Ausleihe. Darunter fallen auch neue Medien, wie Hörbücher und CD-Roms.
Der Abfall der Stadt Petershagen wird gemäß Abfallgesetz der Bundesrepublik Deutschland im Entsorgungszentrum Pohlsche Heide entsorgt.

### Bildung
In Petershagen gibt es sechs Grundschulen, die Hauptschule Lahde und die Hauptschule Petershagen, die Realschule Lahde und das Städtische Gymnasium Petershagen, sowie die Förderschule Birkenkampschule, die zusammen von über 4000 Schülern besucht werden. Die Grundschulen befinden sich in Eldagsen, Friedewalde, Frille, Lahde, Petershagen und Windheim. Die Grundschule Eldagsen ist eine evangelische Bekenntnisschule mit engem Kontakt zur evangelischen Kirchengemeinde Petershagen. Zum Schulbezirk der Grundschule Frille gehört auch das Dorf Cammer aus der Stadt Bückeburg in Niedersachsen.
Außer den allgemeinbildenden Schulen bieten sich den Petershägern die Bildungsangebote der Musikschule Petershagen und der Volkshochschule Minden, die von einem Zweckverband der Städte Minden, Porta Westfalica, Petershagen und der Gemeinde Hille getragen wird.
In Petershagen wurde 1792 die Präparandenanstalt Petershagen, ein Lehrerbildungsinstitut gegründet.

### Verkehr

#### Eisenbahnverkehr

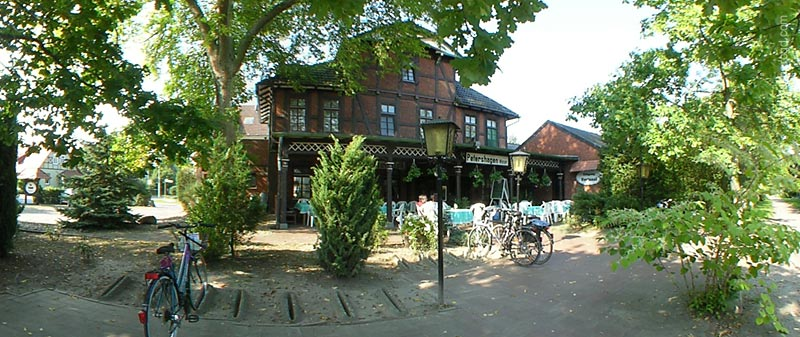
Neben dem noch bestehenden Bahnhof in Lahde gab es einst auch diesen Bahnhof in der Kernstadt, der von den Mindener Kreisbahnen bedient wurde

Petershagen hat im Ortsteil Lahde einen Bahnhof an der Bahnstrecke Nienburg–Minden. Er wird alle zwei Stunden vom „Porta-Express“ Nienburg–Minden–Bielefeld bedient. Regionalbusse und Züge konnten zum regionalen „Sechser-Tarif“ (VerkehrsVerbund OstWestfalenLippe) benutzt werden. Dieser wurde im August 2017 vom Westfalentarif abgelöst. Außerdem gelten der NRW-Tarif und das Niedersachsen-Ticket.
Ferner betrieben die Mindener Kreisbahnen bis 1967/1974 einen Streckenabschnitt nach Uchte. An diesem lag der Bahnhof Petershagen.

#### Straßenverkehr
Die B 61 und B 482 führen auf beiden Weserseiten durch Petershagen den Verkehr von der A 2 in Richtung Norden nach Nienburg und Bremen weiter. In den 1970er Jahren wurde eine neue Weserbrücke errichtet und der Fährbetrieb eingestellt.
In Ost-West-Richtung verläuft die Landesstraße 770 über Wiedensahl nach Bohmte.

#### Busverkehr
Der städtische Busverkehr wird vom WeserBus betrieben.

#### Schiffsverkehr
Petershagen besitzt einen Yacht- und Bootshafen sowie einen alten Fischerhafen an der Weser.
Durch Petershagen verläuft ein Schleusenkanal der Weser.

## Persönlichkeiten

### Söhne und Töchter der Stadt
Folgende Persönlichkeiten sind in Petershagen geboren:
- um 1340: Meister Bertram, Maler (mutmaßlich in Bierde geboren)
- um 1513: Georg von Holle, Landsknechtführer
- 1654: Heinrich Rüdiger von Ilgen, brandenburgisch-preußischer Staatsminister und Diplomat
- 1686: Volrath von Hellermann, preußischer Militär, Kommandant der Festung Kolberg
- 1734: Johann Friedrich Wilhelm Herbst, Naturforscher
- 1774: Johann Heinrich Ludwig von Bismark, General-Adjutant in der Herzoglich Nassauischen Armee
- 1783: Friedrich Wilhelm Graf von Bismarck, General, Militärschriftsteller
- 1792: Johann Karl Ludwig Gieseler, Professor für Kirchengeschichte
- 1796: Carl von Schlotheim, Politiker (Geburtsort umstritten)
- 1833: August Fick, Germanist und Sprachforscher
- 1852: Gustav Krekeler, preußischer Landrat und Landtagsabgeordneter
- 1857: Otto Bömers, Jurist und Ministerpräsident von Schaumburg-Lippe
- 1870: Wilhelm Normann, Erfinder der Fetthärtung und damit Begründer der Margarineherstellung
- 1882: Karl Winter, evangelischer Theologe
- 1882: Curt Witte, Maler
- 1887: Elsbeth Schragmüller, Spionin
- 1890: Karl Heinrich Meyer, Slawist und Indogermanist
- 1894: Gustav Hestermann, Jurist, Richter, Mitglied des Preußischen Landtags
- 1899: Gustav Mennicke, Maler
- 1899: Heinrich Wehking, Politiker
- 1928: Wilhelm G. Niemöller, Maler, Bildhauer und Lyriker
- 1934: Karl Senne, ZDF-Sportreporter und -Moderator
- 1939: Wilhelm Krömer, Politiker
- 1945: Gerd Habermann, Ökonom, Hochschullehrer und Publizist
- 1950: Monika Zinnenberg, Schauspielerin und Regisseurin
- 1951: Edelgard Bulmahn, Politikerin
- 1951: Willi Brase, Politiker
- 1953: Michael Witlatschil, Bildhauer
- 1955: Annette Fugmann-Heesing, Politikerin
- 1957: Christiane Doll, Politikerin

### Weitere Persönlichkeiten
- Jörg Unkair (vor 1500–1553), Architekt, erbaute das Schloss Petershagen
- Julius Johann Weiland (um 1605–1663), Komponist, veröffentlichte 1654 in Petershagen die Erstlinge musicalischer Andachten[38]
- Franz Ferdinand Gellern (1800–1879), Jurist und Politiker, Assessor am Patrimonialgericht Petershagen
- Henriette Davidis (1801–1876), Kochbuchautorin, lebte um 1840 in Windheim
- Melanie von Schlotheim (1803–1876), adlige Besitzerin des Guts Wietersheim
- Wilhelm Hohoff (1848–1923), Theologe, Vicar in Petershagen
- Heinrich Hestermann (1869–1952), Landwirt, Landwirtschaftsfunktionär, Mitglied des Deutschen Reichstags, Besitzer des Schlosses Petershagen
- Karl Röttger (1877–1942), Autor, besuchte in Petershagen das Lehrerseminar
- Walter Gieseking (1895–1956), Pianist (verbrachte während seines Studiums an der Musikhochschule Hannover regelmäßig die Ferien bei seiner Verwandtschaft in Lahde)
- Friedrich Brinkmann (1905–1980), Bodendenkmalpfleger, deutscher Schuhmacher und Ortsheimatpfleger im Stadtteil Lahde
- Hans-Dieter Deppe (1930–2010), Wirtschaftswissenschaftler, Abitur in Petershagen
- Hermann Kreutz (1931–2021), Kirchenmusiker, besuchte in Petershagen ein Internat
- Hans-Joachim Schulze (1936–2024), Politiker, Schüler in Petershagen
- Matthias Bronisch (* 1937), Dichter, lebte in Petershagen
- Kader Aggad (* 1938), algerischer Künstler, lebt und arbeitet in Petershagen-Eldagsen[39]
- Barbara Salesch (* 1950), Richterin, lebt in Petershagen[40]
- Ute Berg (* 1953), Politikerin, ging in Petershagen zur Schule
- Joachim Liebig (* 1958), Theologe, Pfarrer in Petershagen
- Grant Hendrik Tonne (* 1976), Politiker, Abitur in Petershagen